# Barraca de Queralbs (Roses)
Barraca de Queralbs és una construcció popular del municipi de Roses (Alt Empordà) inclosa en l'Inventari del Patrimoni Arquitectònic de Catalunya.

## Descripció
Situada al nord-oest del nucli urbà de la població de Roses, poca distància i a l'esquerra de la riera de Queralbs. S'hi pot accedir des del carrer Almería, de la urbanització Mas Fumats. Un cop passat un gran dipòsit d'aigua circular, la barraca es troba a uns 300 m al nord-oest.
Barraca bastida amb la tècnica de la pedra seca, feta amb pissarra i alguna quarsita, i construïda damunt la roca natural de la zona. La construcció aprofita una de les feixes de la zona d'olivars on està situada, com a paret nord de la mateixa barraca. La planta és semicircular i la coberta de falsa cúpula, a base de lloses molt grans, cobertes amb pedruscall. L'entrada és a llevant i correspon a una obertura trapezoïdal amb llinda plana. A l'interior hi ha un banc corregut i una petita fornícula a la paret.

## Història
L'origen històric de les barraques de pedra seca es remunta a èpoques ancestrals, no ben definides, i tradicionalment s'ha dividit funcionalment entre cabanes de pastors i cabanes de vinya i olivars.
Al Cap de Creus hom pot generalitzar que les cabanes de vinya van lligades al moment àlgid de l'explotació agrícola, especialment la vinícola a partir dels segles xviii i xix. El conreu de vinyes va ser impulsat pel monestir de Sant Pere de Rodes, propietari d'una bona part de les terres que formen el Cap de Creus.
A partir de 1865 quan la fil·loxera començar a afectar greument a les vinyes franceses, el conreu de la vinya empordanesa es veu afavorit incrementant les seves explotacions, principalment cap a Gènova i Roma. Aquest auge va davallar amb la introducció de la fil·loxera al país cap al 1865, fent estralls en l'economia empordanesa i provocant una gran crisi en el sector, continuada de diferents migracions cap a, principalment, Cuba i l'Argentina.
És a partir d'aquest moment en què, hom pot parlar que el conreu de vinyes passa a ser una activitat econòmica secundària i complementària a la pesca, l'horticultura o el conreu de les oliveres.
La funció bàsica de les cabanes de pedra seca era tant l'aixopluc en moments de mal temps, com a magatzem per guardar les eines de treball.
A l'Empordà, les barraques de pedra seca es troben en diversos sectors, però es poden agrupar en tres principals: el format per la Serra de l'Albera i el Cap de Creus, on destaca la construcció emprant llicorella; un altre que abastaria el massís del Montgrí, de substrat calcari; i l'últim format pel paratge de la Garriga i per la serra dels Tramonts, també calcari.